# Korsfararnas intåg i Konstantinopel
Korsfararnas intåg i Konstantinopel (franska: Prise de Constantinople par les Croisés, Entrée des Croisés à Constantinople) är en oljemålning av den franske romantiske konstnären Eugène Delacroix. Den målades 1840 och ingår sedan 1885 i Louvrens samlingar i Paris. Delacroix målade samma år även en mindre (33 x 41 cm) skiss som idag är utställd på Musée Condé, beläget i slottet i Chantilly. 
Målningen beställdes 1838 av kung Ludvig Filip för att sättas upp i Versailles. Den monumentala målningen färdigställdes 1840 och ställdes året därpå ut på Parissalongen. Den föreställer en händelse den 12 april 1204 då korsriddarna med Balduin I i spetsen tågar in i det ortodoxt kristna Konstantinopel. Stadsborna faller på knä och ber om nåd. Egentligen var korsriddarna på väg till muslimska Egypten, men på grund av republiken Venedig ekonomiska intressen, anfölls det Bysantinska riket där det latinska kejsardömet sedermera inrättades under Balduin I.